# Alfred Chassot
Pour les articles homonymes, voir Chassot.
Alfred Chassot, né à Estavayer-le-Lac le 9 octobre 1846 et mort dans la même ville le 21 août 1910 , est une personnalité politique du canton de Fribourg, en Suisse, membre du parti conservateur.
Il est conseiller d'État de fin 1892 au 14 mai 1894.

## Sources
- Georges Andrey, John Clerc, Jean-Pierre Dorand et Nicolas Gex, Le Conseil d’État fribourgeois : 1848-2011 : son histoire, son organisation, ses membres, Fribourg, Éditions La Sarine, 2012, 143 p. (ISBN 978-2-88355-153-4, lire en ligne), p. 61
- « Nouvelles des cantons », Journal de Genève,‎ 24 août 1910 (lire en ligne)
- Hubertus von Gemmingen, Fribourg : une ville aux XIXe et XXe siècles, Saint-Paul, 2007, 479 p. (ISBN 978-2-88355-108-4, présentation en ligne), p. 445